# Самохин, Николай Яковлевич
Николай Яковлевич Само́хин (1 августа 1934 — 11 января 1989) — советский писатель, журналист, работал в жанре сатиры и юмористической прозы, автор двух десятков книг.

## Биография
Родился в селе Утянка Хабарского района Алтайского края. Детство провёл на рабочих окраинах Новокузнецка. Окончил с отличием Новосибирский институт инженеров водного транспорта. Затем работал в проектном институте, мастером и прорабом на строительстве Новосибирского Академгородка. Одновременно начал работать журналистом в ряде изданий, был собкором Литературной газеты, ответственным секретарём журнала Сибирские огни. За социальную сатиру «Повесть о том, как один генерал двух мужиков не смог прокормить» командование Сибирского военного округа разжаловало старшего лейтенанта запаса Самохина в рядовые запаса.
Покончил жизнь самоубийством в Доме творчества в Голицыно Московской области. Похоронен в Новосибирске на Заельцовском кладбище.

## Издания сочинений
- «2000 колумбов», юмористические рассказы, 1963.
- «Только правда, или Кошмарные вещи», юмористические рассказы и фельетоны, 1965.
- «Странные люди», юмористические рассказы. Новосибирск: Западно-Сибирское книжное издательство, 1966.
- «Блондинка на букву "Л"», юмористические рассказы, 1967.
- «Шашлык на свежем воздухе», юмористические рассказы. Новосибирск: Западно-Сибирское книжное издательство, 1970.
- «Три прекрасных витязя», очерки и юмористические рассказы. Новосибирск: Западно-Сибирское книжное издательство, 1972.
- «Мой знаменитый двойник». М.: Молодая гвардия, 1972.
- «Толя, Коля, Оля и Володя здесь были», повесть. Новосибирск: Западно-Сибирское книжное издательство, 1975.
- «Бескорыстный Гена», рассказы. М.: Современник, 1976.
- «Время больших снегопадов», повести и рассказы. Новосибирск: Западно-Сибирское книжное издательство, 1977.
- «Так близко, так далеко...». Повесть и рассказы, 1980.
- «Сходить на войну. Три повести». Повести, Новосибирск: Западно-Сибирское книжное издательство, 1982.
- «Повести», 1984.
- «Прощание с весельем», рассказы и фельетоны. М.: Советский писатель, 1987.
- «Мешок кедровых орехов», повести и рассказы, 1988.
- «Юмористические рассказы». Новосибирск: Книжное издательство, 1988.
- «Рассказы о прежней жизни», повести и рассказы. Новосибирск: Книжное издательство, 1990.

## Экранизации
- Своё счастье (1979) — по мотивам повести «Так близко, так далеко...».

## Память
На доме  по ул. Сибирской в Новосибирске, где жил последние годы Самохин, установлена мемориальная доска.